# Somalie britannique
Pour les articles homonymes, voir Somalie (homonymie).
1884–1960
Entités précédentes :
- Khédivat d'Égypte

Entités suivantes :
- République somalie
- État du Somaliland (en)

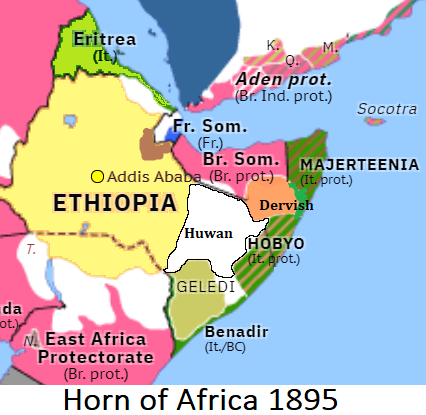
Corne de l'Afrique, vers 1895

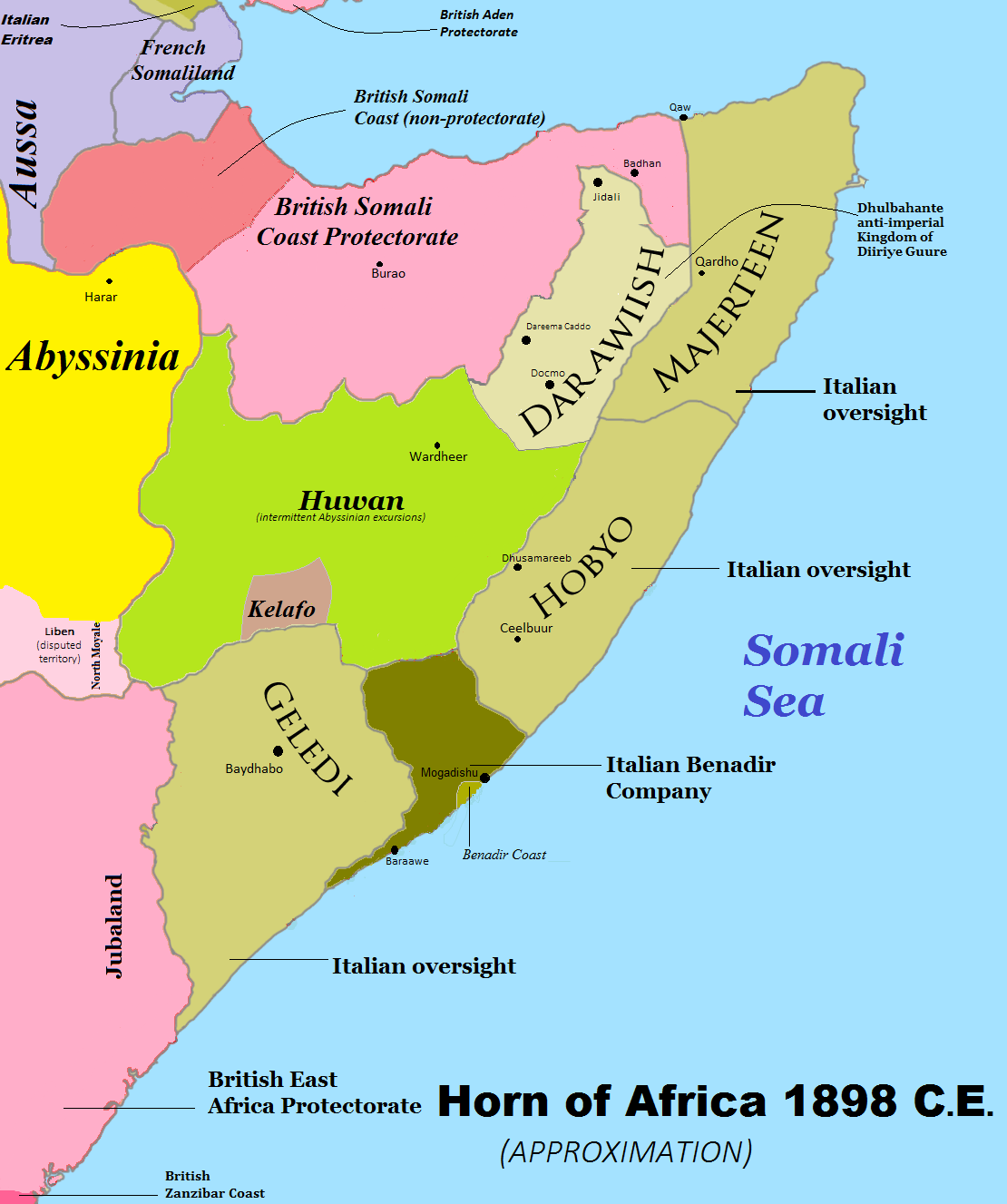
Corne de l'Afrique en 1898

La Somalie britannique (ou Somaliland) est un protectorat puis une colonie britannique de la corne de l'Afrique de 1887 à 1960. Elle fusionne avec la Somalie italienne pour former l'État indépendant de Somalie le 1er juillet 1960. En 1991, le Somaliland proclame unilatéralement son indépendance. Elle n'est pas reconnue par les institutions internationales, mais plusieurs pays riverains entretiennent des relations diplomatiques avec le Somaliland.

## Histoire
Zeila est plus ou moins soumis à la Turquie ottomane tout au long du XIXe siècle. Elle y nomme des « pacha », fermiers responsables des impôts, comme Ali Shermake ou Abu Bekr dans les années 1840. Elle occupe Zeila en 1864, puis en transfère la possession à l'Égypte une première fois en 1866, puis en 1875.
Berbera est aussi occupé par des garnisons égyptiennes en août 1873. Ces ports servent de base à la conquête de Harrar en 1875, puis l'Égypte abandonne l'ensemble de ses possessions au sud de la mer Rouge en mars 1884.

### Installation  britannique

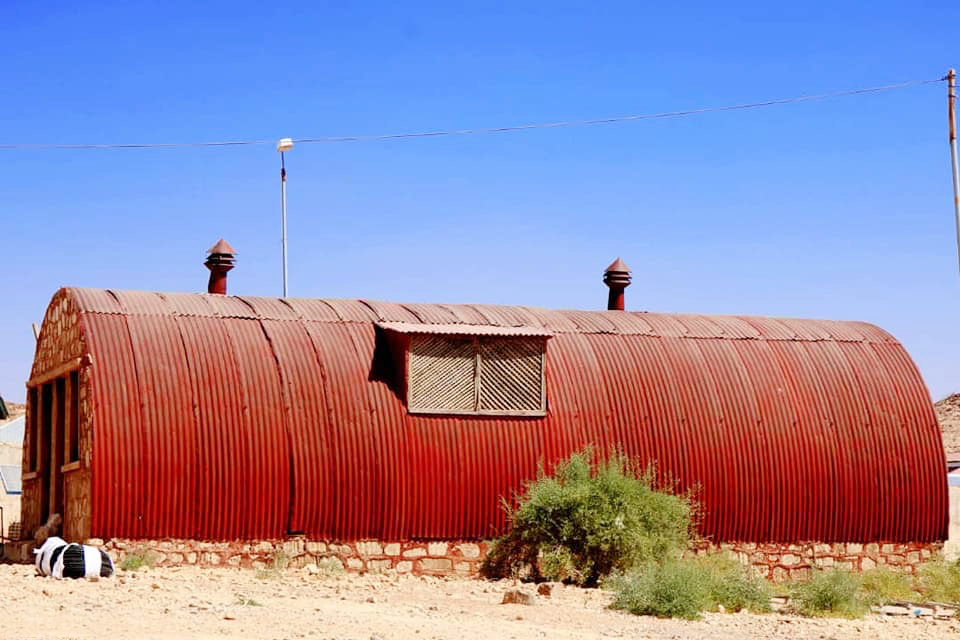
Type d'abri (ici dans le Sool) construit par les Britanniques pour héberger leurs troupes, particulièrement les blessés.

En 1884, le Royaume-Uni occupe Berbera, puis Zeila, au départ des Égyptiens, et entreprend d'établir un protectorat sur les côtes nord de la Somalie, administré par l'Empire britannique des Indes, puis par les Affaires étrangères et enfin par les Affaires coloniales. Un des objectifs britanniques était d'assurer le ravitaillement en bétail de sa colonie d'Aden.
La frontière au nord avec la colonie française du Territoire d'Obock est fixée en 1888, à partir du point côtier de Loyada. La frontière avec l'Éthiopie est fixée en théorie en juin 1897. Elle est délimitée entre 1930–1933.

### Révolte derviche
En 1899, commence la « révolte des derviches » dirigés par Mohammed Abdullah Hassan que les Britanniques appellent le « Mad Mullah » (le « Mollah fou »). Malgré cinq lourdes expéditions militaires entre 1901 et 1904, les Britanniques sont contraints d'évacuer l'intérieur du territoire en 1910.
En juin 1912 est créé le « Somaliland Camel Corps », qui reprend le combat. Il est défait en août 1913, mais parvient à se rétablir en novembre 1914. Ce n'est cependant qu'après la Première Guerre mondiale qu'une offensive britannique, accompagnée d'une épidémie de variole et soutenue par l'aviation, parvient en 1920 à faire reculer les derviches. Mohammed Abdullah Hassan meurt de la grippe le 23 novembre 1920. Ce n'est qu'alors que peut s'établir réellement un protectorat britannique.

### Seconde Guerre mondiale
Durant la campagne de l'Afrique de l'Est de la Seconde Guerre mondiale, la Somalie britannique est occupée par l'Italie en août 1940, puis reprise par la Grande-Bretagne en mars 1941.
Le 3 août 1940 (ou le 4 selon d'autres sources), environ 40 000 Italiens envahissent la Somalie britannique sous le commandement du général Guglielmo Nasi. Ils s'emparent en quelques jours de plusieurs villes mal défendues. Les forces britanniques au Somaliland reçoivent quelques renforts et un nouveau commandant, le major-général Godwin-Austen. Jugeant les forces en présence trop inégales, ce dernier demande le 15 août le retrait des troupes britanniques. Les derniers soldats britanniques sont évacués vers Aden le 17. Les Italiens s'emparent de Berbera le 19 et annexent le Somaliland britannique à l'Afrique orientale italienne. Lors de cette campagne, les pertes britanniques sont de 38 tués, 71 blessés et 49 disparus contre 465 tués, 1 530 blessés et 34 disparus pour les Italiens.

### Intégration dans la Somalie
En mars 1941, les Britanniques reconquièrent le Somaliland. Ils lancent alors l'idée de la « Grande Somalie », portée en particulier par Ernest Bevin. Une première étape en est réalisée lorsque le Somaliland, devenu indépendant le 26 juin 1960, fusionne avec la Somalie italienne à son indépendance quelques jours plus tard, le 1er juillet 1960, pour former la République de Somalie.

### L'indépendance
Après l'effondrement du pouvoir central somalien en 1991, l'ancienne Somalie britannique proclame son indépendance sous le nom de république du Somaliland, qui n'a pas été reconnue par les institutions internationales.